# Edmond Maire
Edmond Maire (Épinay-sur-Seine, 24 de enero de 1931-1 de octubre de 2017) fue un químico y sindicalista francés.
Estudió en el Conservatorio Nacional de Artes y Oficios. Fue secretario general de la Confederación Francesa Democrática del Trabajo (CFDT). Falleció el 1 de octubre de 2017 a los 86 años.
Jean Michel Helvig escribió el libro Edmond Maire. Una historia del CFDT en 2013.